# Pearl (2022)
Pearl (com o subtítulo An X-traordinary Origin Story) é um filme de slasher americano dirigido, produzido e editado por Ti West, co-escrito por West e Mia Goth, que reprisa seu papel como personagem-título, e apresentando David Corenswet, Tandi Wright, Matthew Sunderland e Emma Jenkins-Purro em papéis coadjuvantes. Servindo como prequel de X (2022) e a segunda parte da série de filmes X, serve como uma história de origem para a vilã do título, cujo fervoroso sonho de se tornar uma estrela de cinema a levou a cometer atos violentos na propriedade de sua família no Texas em 1918.
West começou a co-escrever um roteiro prequel decorrente de sua colaboração com Goth durante as filmagens de X. Motivadas pelo impacto da pandemia de COVID-19 no cinema, as filmagens começaram na Nova Zelândia imediatamente após o primeiro filme, utilizando os sets de X e a equipe de Avatar: O Caminho da Água e tomando precauções de segurança contra a pandemia. Pearl se inspirou nas obras de Douglas Sirk, em filmes Technicolor como O Mágico de Oz (1939) e Mary Poppins (1964) e em filmes da Disney.
Pearl teve sua estreia mundial no 79.º Festival Internacional de Cinema de Veneza em 3 de setembro de 2022, e foi lançado nos cinemas dos Estados Unidos em 16 de setembro de 2022, pela A24. O filme arrecadou mais de US$ 10 milhões e recebeu avaliações positivas dos críticos que elogiaram a atuação de Goth e suas homenagens aos filmes da Era de Ouro de Hollywood.
Uma sequência direta de X, intitulada MaXXXine, foi lançada em 5 de julho de 2024, com Goth reprisando seu segundo papel do primeiro filme.

## Sinopse
Em 1918, a jovem Pearl está obcecada em se tornar uma grande estrela do cinema. Presa na fazenda isolada de sua família no interior do Texas e com o marido lutando na Primeira Guerra Mundial, ela se vê obrigada a cuidar de seu pai doente depois de uma pandemia de gripe espanhola, e viver sob a vigilância constante de sua amarga e autoritária mãe devota. Desejando uma vida cheia de glamour que viu nos filmes, Pearl começa a enlouquecer e ter desejos assassinos quando seus sonhos são negados a ela.

## Elenco
- Mia Goth como Pearl Douglas
- David Corenswet como o projecionista
- Tandi Wright como Ruth
- Matthew Sunderland como pai da Pearl
- Emma Jenkins-Purro como Mitsy
- Alistair Sewell como Howard Douglas

## Produção

### Desenvolvimento
Ti West começou a escrever um roteiro para o filme prequel durante a produção de X. Ele afirmou que o projeto prequel se desenvolveu a partir de uma história em que ele colaborou com Mia Goth, e que ele o viu como um potencial filme ou simplesmente servindo como uma história de fundo para o papel de Goth como Pearl no primeiro filme. Após o início da pandemia de COVID-19, vendo seu impacto na indústria do cinema, West afirmou que se inspirou para continuar trabalhando e decidiu iniciar a produção do prequel imediatamente após encerrar o filme anterior. West afirmou que apresentou sua ideia de uma nova franquia para a A24 e ficou surpreso quando eles deram sinal verde para seus projetos. O cineasta afirmou que pretende que cada filme tenha seu próprio estilo e gênero de terror distintos. Descrevendo sua abordagem para X, ele disse que foi fortemente influenciado pela franquia The Texas Chainsaw Massacre e pelas obras de Mario Bava, que exploram como a ascensão do cinema independente afetou a sociedade. Em relação a Pearl, ele o descreveu como um melodrama de Douglas Sirk encontrando o estilo Technicolor de Mary Poppins e O Mágico de Oz, feito como um "filme louco da Disney", e que explorará como o cinema de Hollywood influenciou as pessoas. West afirmou que pretende continuar essa tendência de explorar diversos estilos e gêneros em edições futuras. O filme é uma produção conjunta entre a A24 e a Little Lamb Productions.
Com o lançamento do primeiro pôster publicitário, foi anunciado que West voltaria a atuar como editor do filme ao lado de seus outros papéis de produção. Eliot Rockett retornaria como diretor de fotografia, enquanto Tyler Bates e Tim Williams atuariam como co-compositores da trilha sonora do filme.

### Escolha do elenco
Mia Goth reprisa seu papel como uma versão mais jovem de Pearl, a idosa do primeiro filme. Em julho de 2022, foi revelado que David Corenswet, Tandi Wright, Matthew Sunderland e Emma Jenkins-Purro fariam parte do elenco de apoio.

### Filmagens
Foi revelado que a fotografia principal começou em segredo imediatamente após X ser concluído. As filmagens começaram na Nova Zelândia, ocorreram consecutivamente com o primeiro filme e usaram os mesmos cenários que foram construídos para X. West trabalhou com a equipe de Avatar: O Caminho da Água, que estava fazendo uma pausa na produção do filme na época. West afirmou que, apesar da produção ocorrer durante a pandemia de COVID-19, a equipe de produção já havia concluído o período exigido de autoisolamento e, portanto, foi capaz de trabalhar juntos com segurança e eficiência durante a pandemia. Ele disse: "Saí da quarentena e pensei: 'Já estamos construindo todas essas coisas, é o COVID e estamos no único lugar na terra onde é seguro fazer um filme'."

### Pós-produção
Em março de 2022, tendo concluído as filmagens, West anunciou que estava trabalhando na edição do filme, que iria para Nashville, Tennessee, após o Festival de Cinema SXSW de março de 2022, para gravar a trilha sonora com Tyler Bates e Timothy Williams, e que o filme deveria ser finalizado em maio.

## Marketing
Um teaser trailer foi exibido no Festival de Cinema SXSW, após a exibição do primeiro filme. O vídeo acompanhou as cópias de lançamento nos cinemas de X. Em julho de 2022, o primeiro trailer foi lançado com o slogan de marketing "An X-traordinary Origin Story", referindo-se ao filme anterior.

## Lançamento
Pearl teve sua estreia mundial no 79º Festival Internacional de Cinema de Veneza em 3 de setembro de 2022, e foi lançado nos cinemas dos Estados Unidos em 16 de setembro de 2022.
O filme foi lançado em Vídeo sob demanda em 25 de outubro de 2022, e em Blu-ray e DVD em 15 de novembro de 2022.
No Brasil, foi lançado nos cinemas pela Cinecolor em 9 de fevereiro de 2023.

## Recepção

### Bilheteria
Nos Estados Unidos e no Canadá, Pearl foi lançado ao lado de The Woman King e See How They Run, e foi projetado para arrecadar cerca de 4 milhões de dólares em 2.900 cinemas em seu fim de semana de estreia. O filme arrecadou US$1,3 milhão no primeiro dia e estreou com US$3,1 milhões, terminando em terceiro lugar nas bilheterias. Ele arrecadou US$1,92 milhão em seu segundo fim de semana, terminando em quinto lugar nas bilheterias.

### Crítica

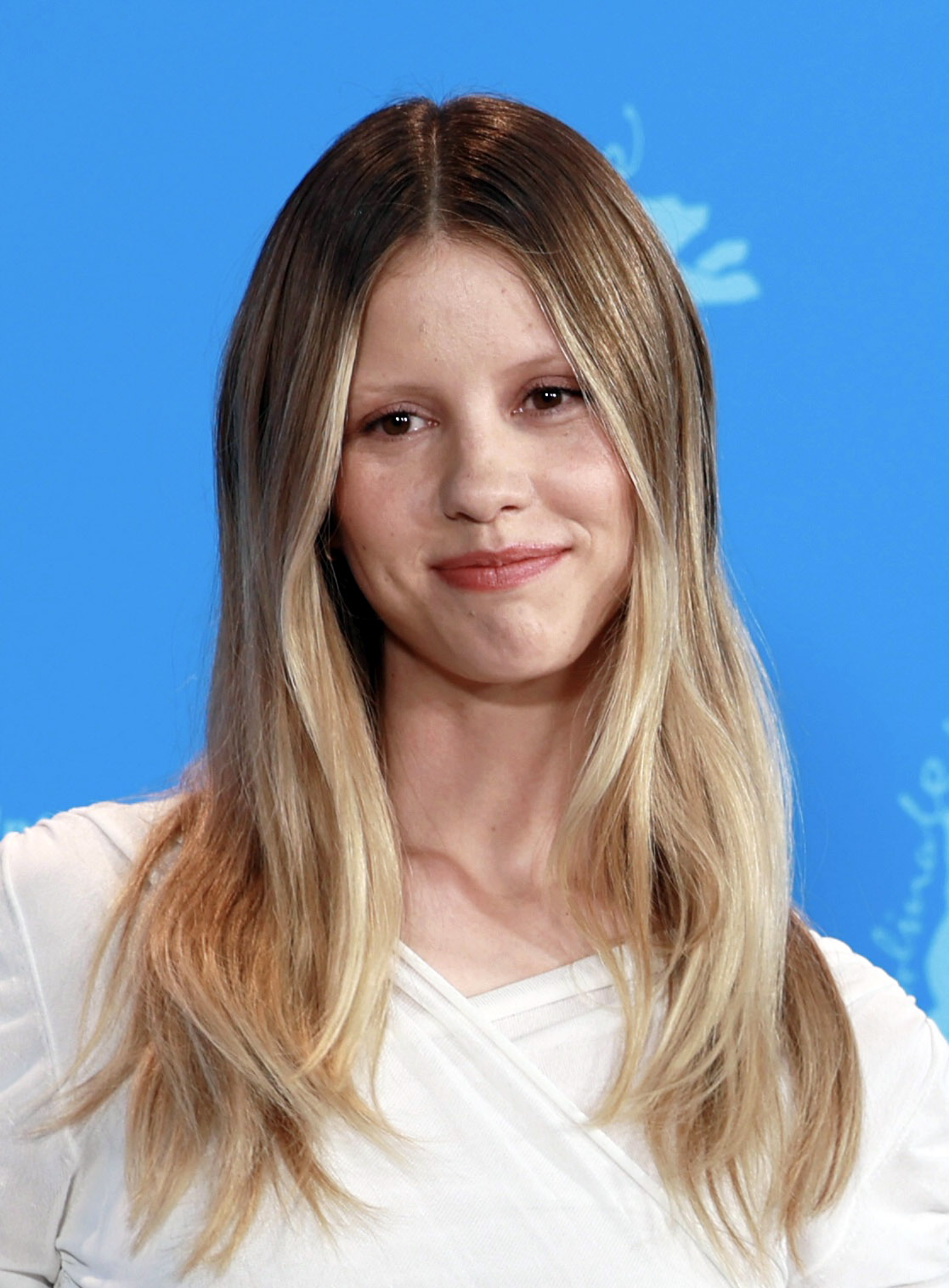
A atuação de Goth como personagem titular foi unanimemente elogiada pela crítica e pelo público, sendo considerada uma das melhores atuações de 2022, e sua personagem é amplamente reconhecida como um ícone cultural do terror entre os adolescentes da Geração Z, com sua fala: "Eu sou uma estrela" um meme muito conhecido.

No Rotten Tomatoes, o filme detém uma taxa de aprovação de 90% com base em 145 críticas, com uma classificação média de 7,7/10. O consenso do site afirma: "Pearl encontra Ti West extraindo sangue fresco do mundo que ele criou com X e mais uma vez se beneficiando de uma performance brilhante de Mia Goth." No Metacritic, o filme tem uma média aritmética ponderada de 73 de 100 baseado em avaliações de 30 críticos, indicando "revisões geralmente favoráveis". O público consultado pelo CinemaScore deu ao filme uma nota média de "B–" em uma escala de A+ a F, enquanto os do PostTrak deram ao filme uma pontuação geral positiva de 75%, com 54% dizendo que definitivamente o recomendariam.
Revendo o filme após sua estreia no Festival de Cinema de Veneza, Peter Bradshaw do The Guardian elogiou a direção de West e o "desempenho grandioso" de Goth, atribuindo-lhe uma classificação perfeita de cinco estrelas e comentando: "Talvez eu não devesse ter gostado de Pearl tanto quanto gostei, mas é inteligente, flexível, horrível e brutalmente bem atuado." Em sua crítica para o The Hollywood Reporter, David Rooney o descreveu como uma "produção pandêmica habilmente embalada com ecos narrativos dessa ansiedade global", elogiando o roteiro, a cinematografia, a trilha sonora e a performance de Goth — que ele compara à da atriz americana Shelley Duvall. Em uma crítica negativa, Ewan Gleadow, do Cult Following, escreveu que, embora West "duplique o que tornou X um recurso tão arrepiante e consolide aquilo em que ele é bom", o filme em última análise "parece uma paródia fraca dos dias de glória da MGM e de O Mágico de Oz.” Da mesma forma, Derek Smith, da Slant Magazine, achou que, embora as referências a O Mágico de Oz fossem "intencionais", faltava-lhes "continuidade", criando a impressão de que o filme está mais focado em mostrar sua "inteligência" do que em aprimorar sua narrativa ou profundidade de personagem.
O cineasta Martin Scorsese teria ficado muito impressionado com o filme, chamando-o de "hipnotizante" e afirmando que era "alimentado por um amor puro e não diluído pelo cinema". O The New York Times nomeou a personagem Pearl como uma das 93 "pessoas" mais estilosas de 2022, destacando seu "vestido vermelho sangue, laço azul rendado, maquiagem borrada, botas... e machado".

### Prêmios
| Lista de prêmios e indicações | Lista de prêmios e indicações              | Lista de prêmios e indicações                | Lista de prêmios e indicações                          | Lista de prêmios e indicações | Lista de prêmios e indicações | Lista de prêmios e indicações |
| Ano                           | Premiação                                  | Categoria                                    | Indicado(s)                                            | Resulto                       | Ref.                          |                               |
| ----------------------------- | ------------------------------------------ | -------------------------------------------- | ------------------------------------------------------ | ----------------------------- | ----------------------------- | ----------------------------- |
| 2022                          | Toronto International Film Festival        | Prêmio do Público para Loucura da Meia-Noite | Pearl                                                  | Vice-campeão                  | [ 37 ]                        |                               |
| 2022                          | Sitges Film Festival                       | Melhor Filme Longo                           | Pearl                                                  | Indicado                      | [ 38 ]                        |                               |
| 2022                          | Sitges Film Festival                       | Melhor Direção                               | Ti West                                                | Venceu                        | [ 39 ]                        |                               |
| 2022                          | Sitges Film Festival                       | Melhor Atriz                                 | Mia Goth                                               | Venceu                        | [ 39 ]                        |                               |
| 2022                          | Sunset Circle Awards                       | Melhor Atriz                                 | Mia Goth (também indicado por X)                       | Indicado                      | [ 40 ]                        |                               |
| 2022                          | Sunset Circle Awards                       | Cinco Diretores Que Arrasam                  | Ti West (também indicado por X)                        | Indicado                      | [ 40 ]                        |                               |
| 2022                          | Boston Society of Film Critics             | Melhor Fotografia                            | Eliot Rockett (também indicado por X)                  | Venceu                        | [ 41 ]                        |                               |
| 2022                          | Chicago Film Critics Association           | Melhor Atriz                                 | Mia Goth                                               | Indicado                      | [ 42 ]                        |                               |
| 2022                          | St. Louis Film Critics Association         | Melhor Filme de Terror                       | Pearl                                                  | Indicado                      | [ 43 ]                        |                               |
| 2022                          | St. Louis Film Critics Association         | Melhor Atriz                                 | Mia Goth                                               | Indicado                      | [ 43 ]                        |                               |
| 2022                          | San Francisco Bay Area Film Critics Circle | Melhor Atriz                                 | Mia Goth                                               | Indicado                      | [ 44 ]                        |                               |
| 2022                          | Austin Film Critics Association            | Melhor Atriz                                 | Mia Goth                                               | Indicado                      | [ 45 ]                        |                               |
| 2022                          | Seattle Film Critics Society               | Melhor Atriz em Papel Principal              | Mia Goth                                               | Indicado                      | [ 46 ]                        |                               |
| 2022                          | Seattle Film Critics Society               | Melhor vilão                                 | Pearl (retratada por Mia Goth) (também indicada por X) | Indicado                      | [ 46 ]                        |                               |
| 2023                          | Online Film Critics Society                | Melhor Atriz                                 | Mia Goth                                               | Indicado                      | [ 47 ]                        |                               |
| 2023                          | Bram Stoker Awards                         | Realização Superior Em Um Roteiro            | Mia Goth e Ti West                                     | Indicado                      | [ 48 ]                        |                               |
| 2023                          | Independent Spirit Awards                  | Melhor Atuação Principal                     | Mia Goth                                               | Indicado                      | [ 49 ]                        |                               |
| 2023                          | Independent Spirit Awards                  | Melhor Fotografia                            | Eliot Rockett                                          | Indicado                      | [ 49 ]                        |                               |
| 2023                          | Critics' Choice Super Awards               | Melhor Filme de Terror                       | Pearl                                                  | Indicado                      | [ 50 ] [ 51 ]                 |                               |
| 2023                          | Critics' Choice Super Awards               | Melhor Atriz em Filme de Terror/Horror       | Mia Goth                                               | Venceu                        | [ 50 ] [ 51 ]                 |                               |
| 2023                          | Critics' Choice Super Awards               | Melhor Vilão em Filme                        | Mia Goth                                               | Venceu                        | [ 50 ] [ 51 ]                 |                               |
| 2023                          | Fangoria Chainsaw Awards                   | Melhor Filme de Terror                       | Pearl                                                  | Indicado                      | [ 52 ] [ 53 ]                 |                               |
| 2023                          | Fangoria Chainsaw Awards                   | Melhor Atriz                                 | Mia Goth                                               | Venceu                        | [ 52 ] [ 53 ]                 |                               |
| 2023                          | Fangoria Chainsaw Awards                   | Melhor Roteiro                               | Mia Goth e Ti West                                     | Indicado                      | [ 52 ] [ 53 ]                 |                               |
| 2023                          | Fangoria Chainsaw Awards                   | Melhor Fotografia                            | Eliot Rockett                                          | Indicado                      | [ 52 ] [ 53 ]                 |                               |
| 2023                          | Fangoria Chainsaw Awards                   | Melhor Trilha Original                       | Tyler Bates e Tim Williams                             | Indicado                      | [ 52 ] [ 53 ]                 |                               |
| 2023                          | Fangoria Chainsaw Awards                   | Melhor Figurino                              | Malgosia Turzanska                                     | Indicado                      | [ 52 ] [ 53 ]                 |                               |
| 2023                          | Saturn Awards                              | Melhor Filme Independente                    | Pearl                                                  | Venceu                        | [ 54 ]                        |                               |
| 2023                          | Saturn Awards                              | Melhor Roteiro                               | Ti West e Mia Goth                                     | Indicado                      | [ 54 ]                        |                               |
| 2023                          | Saturn Awards                              | Melhor Atriz                                 | Mia Goth                                               | Indicado                      | [ 54 ]                        |                               |

## Futuro
West anunciou em março de 2022 que estava trabalhando no roteiro de um terceiro filme da franquia, a ser ambientado cronologicamente após os eventos de X. Esse projeto explorará outro subgênero do terror e continuará retratando como o cinema em geral e o desenvolvimento de lançamentos de vídeos caseiros em particular, influenciaram a sociedade. West afirmou que, embora um espectador possa assistir a cada filme independentemente sem ter visto o filme anterior, eles são feitos para "complementarem um ao outro". Ao descrever seus processos criativos durante o desenvolvimento desses filmes, West afirmou: "Estou tentando construir um mundo com tudo isso, como as pessoas fazem hoje em dia." O cineasta observou ainda: "Você não pode fazer um filme de terror sem um monte de sequências".
Em setembro de 2022, na primeira exibição de Pearl no Festival Internacional de Cinema de Toronto de 2022, um terceiro filme foi anunciado oficialmente com um pequeno teaser reproduzido após os créditos. O teaser foi posteriormente lançado online para quem não esteve presente no evento. West mais uma vez atua como roteirista/diretor e um dos produtores, enquanto Mia Goth irá reprisar seu papel do primeiro filme. Servindo como uma sequência de X, o filme se passa em 1985 e é intitulado MaXXXine. A trama foi confirmada centrada em Maxine, a única sobrevivente do "massacre de X", enquanto ela continua perseguindo seu futuro em Hollywood. Embora a fotografia principal ainda não tenha começado, o teaser trailer foi filmado rapidamente ao receber sinal verde pela A24 após o sucesso dos dois filmes anteriores. Jacob Jaffke, Kevin Turen e Harrison Kreiss serão os produtores, enquanto Goth também atuará como produtora executiva. Seu lançamento está previsto para 5 de julho de 2024.